# Marianna Habsburg
Maria Anna Habsburżanka, Maria Anna Austriacka, Marianna Austriacka (Habsburg), hiszp. Mariana de Austria (ur. 23 grudnia 1634 w Wiedniu, zm. 16 maja 1696 w Madrycie) – córka cesarza Ferdynanda III Habsburga i jego żony Marii Anny Hiszpańskiej, królowa Hiszpanii jako druga żona Filipa IV.

## Wczesne życie
Była wnuczką cesarza Ferdynanda II i Marii Anny Bawarskiej. Jej rodzicami byli cesarz Ferdynand III i Maria Anna Hiszpańska. Była drugim z sześciorga dzieci, z których troje zmarło we wczesnym dzieciństwie. Jej najstarszy brat Ferdynand IV Habsburg umarł w wieku 20 lat. Tylko Maria Anna i jej młodszy brat, późniejszy cesarz Leopold I Habsburg, dożyli dojrzałego wieku.
Dzieciństwo swe spędziła w Wiedniu, Berlinie i Pradze. Zdobyła staranne wykształcenie pod okiem różnych nauczycieli. Oprócz ojczystego znała również francuski, hiszpański, angielski i łacinę. Była osobą niezwykle pobożną, piękną i kulturalną. Po małżeństwie z Filipem IV stała się osobą cichą, zimną, gorzką i melancholijną. Podobno to wszystko się stało ze względu na ponury nastrój na dworze oraz bardzo surową etykietę dworską i każdy jej krok był krytycznie oceniany. To wszystko wpłynęło na psychikę wówczas młodziutkiej królowej.

## Małżeństwo i potomstwo
Maria Anna była przeznaczona od wczesnych lat do kontynuowania polityki pomiędzy dwoma gałęziami rodu Habsburgów – austriackich i hiszpańskich. W wyniku tej polityki w 1646 Marianna została zaręczona ze swoim bratem ciotecznym - Baltazarem Karolem (synem Filipa IV i Elżbiety Burbon), ale chłopak zmarł w trzy miesiące po zawarciu umowy ślubnej między cesarzem Ferdynandem III a Filipem IV. Wraz ze śmiercią Baltazara Hiszpania pogrążyła się w kryzysie dynastycznym. Filip IV nie miał już kolejnego męskiego potomka, a jego żona Elżbieta Burbon umarła kilka lat wcześniej, w 1644. 42-letni Filip postanowił sam wybrać narzeczoną zmarłego syna jako przyszłą żonę, mimo że 13-letnia dziewczynka była jego siostrzenicą. 

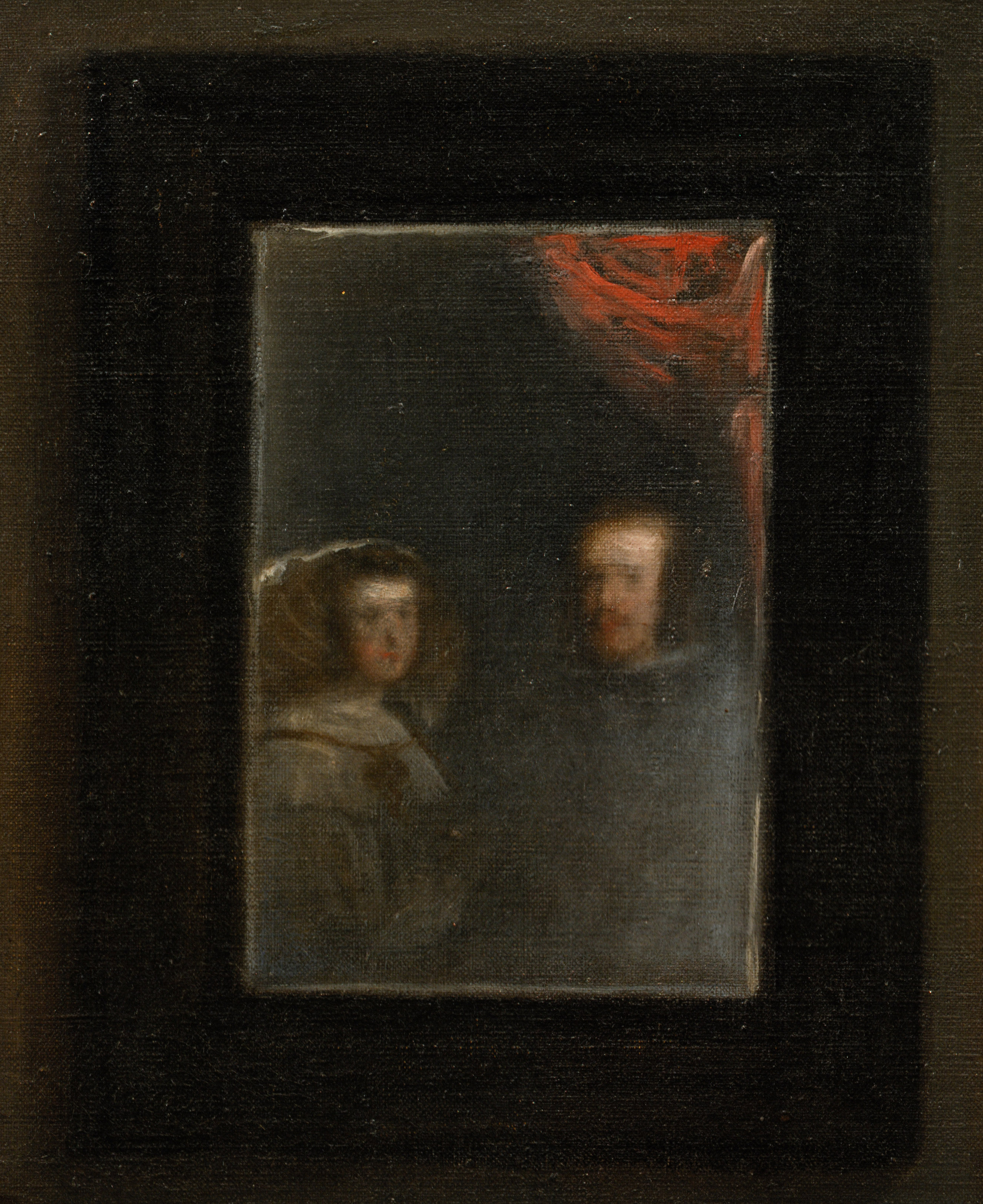
Królowa Marianna wraz z jej mężem, królem Filipem IV w lustrze Las Meninas, namalowany przez Diego Velázqueza.

Marianna przybyła do Madrytu jesienią 1649, a 7 października poślubiła Filipa IV - króla Hiszpanii. Para miała pięcioro dzieci:
- Małgorzatę Teresę (12 lipca 1651 - 12 marca 1673) – w 1666 poślubiła brata swej matki, wuja cesarza Leopolda I
- Marię (ur. 7 grudnia 1655 - 21 grudnia 1655) - żyła tylko przez 15 dni
- Filipa Prospero (28 grudnia 1657 - 1 listopada 1661)
- Tomasza Karola (23 grudnia 1658 - 22 października 1659)
- Karola II (6 listopada 1661 - 1 listopada 1700, w Madrycie) - późniejszego króla Hiszpanii

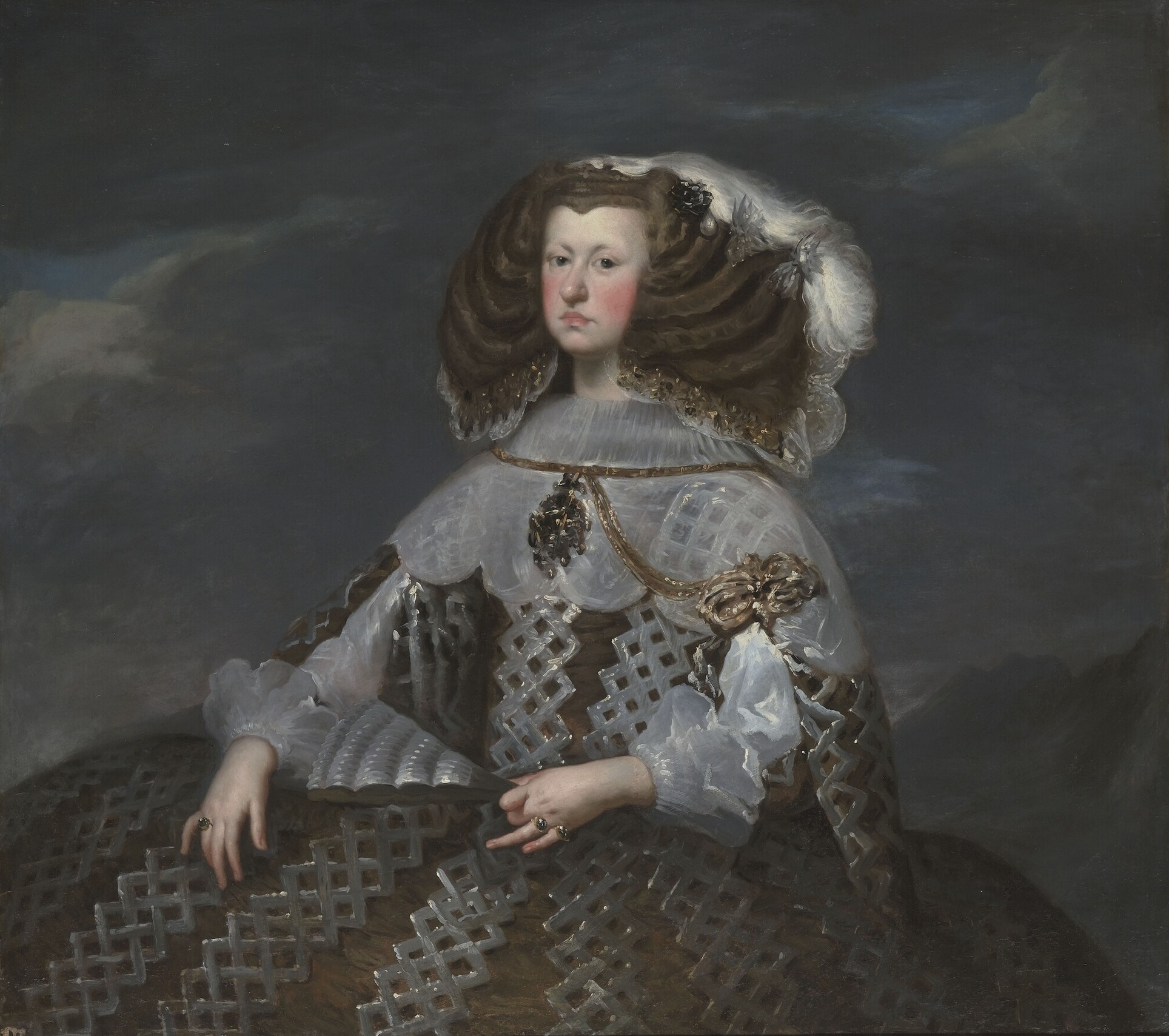
Królowa Marianna

## Rządy regenckie w Hiszpanii
Kiedy w 1665 Filip umarł, a ich syn Karol miał 3 lata, Marianna została regentką. Rządziła Hiszpanią aż do 1675, a do samej śmierci (1696) miała kontrolę nad polityką syna. Królowa nie rządziła dobrze państwem. Według świadectwa Migneta była "fanatyczką religijną, nad którą władzę absolutną miał jej spowiednik, jezuita, ojciec Nithard". Regentka, która nie cieszyła się sympatią ludu, nie odznaczając się szczególną inteligencją, wdała się w otwartą walkę z całym narodem, który miał coraz bardziej dość Marianny oraz dużej ilości jej faworytów i ulubieńców. Królowa słusznie w niektórych kręgach uchodziła za dziwaczkę, na przykład jednym z jej ulubionych zajęć było obserwowanie palenia na stosie osób skazanych przez inkwizycję. Za jej rządów Hiszpania straciła Niderlandy hiszpańskie na rzecz Francji.

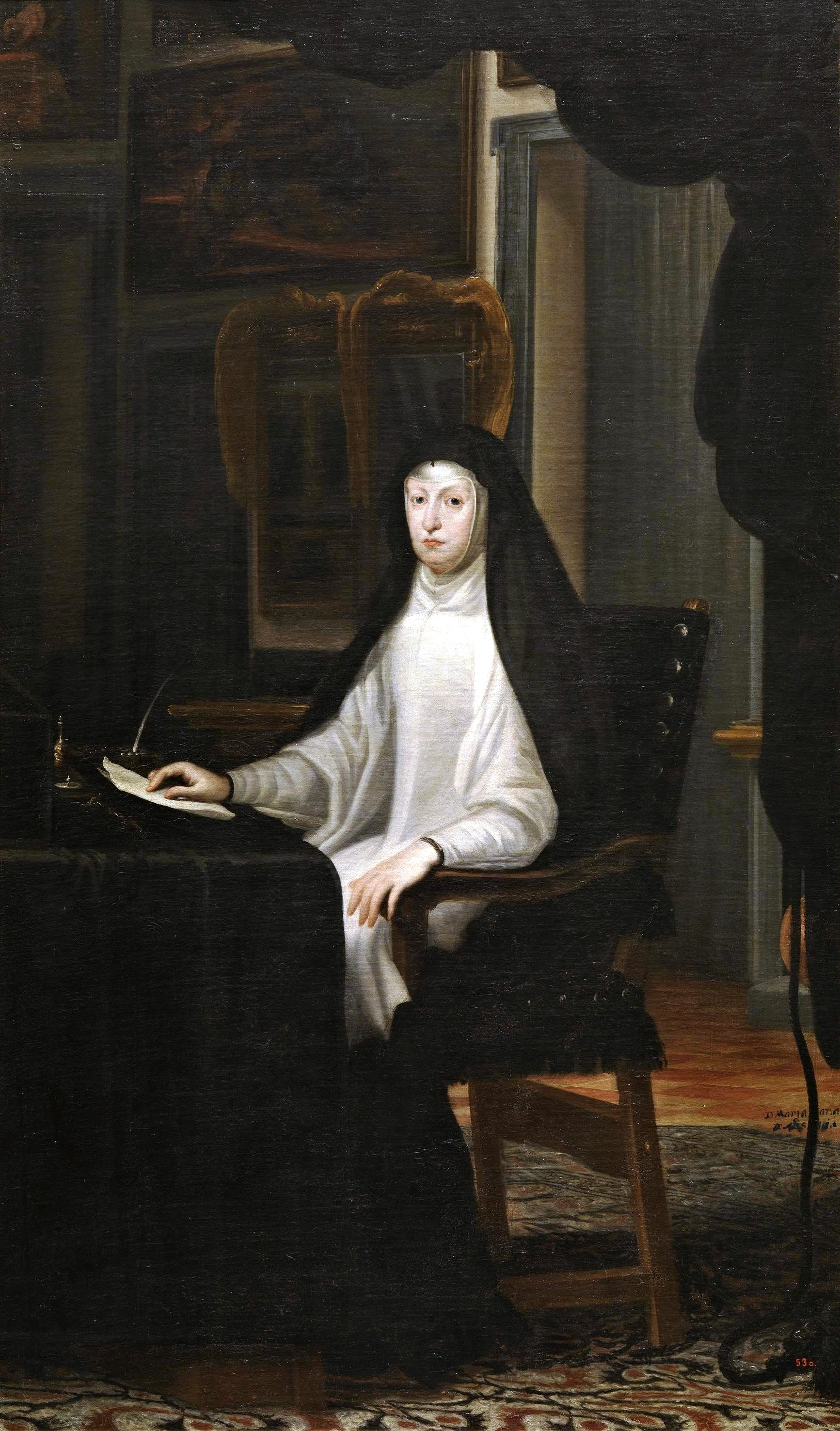
Królowa Marianna w habicie

## Późniejsze życie
W 1673, gdy Marianna dowiedziała się o śmierci swojej jedynej, ukochanej córki, cesarzowej Niemiec Małgorzaty Teresy, była w wielkim szoku. Wycofała się z życia publicznego i osiadła się w Toledo. Już miała wrócić do Madrytu, lecz nastąpił tzw. Przewrót pałacowy. Władzę w Hiszpanii przejął wtedy Juan Josè de Austria, nieślubny syn Filipa IV i brat przyrodni Karola II. Po jego śmierci, który nastąpił w 1679, Marianna wróciła do Madrytu i ponownie zdobyła władzę.
W 1668 misjonarz jezuita San Vitores na cześć królowej nazwał Marianami wyspy na północnym Pacyfiku.
Kiedy jej syn Karol doszedł do pełnoletniości, ministrowie natychmiast odebrali jej władzę. Zaczęto też szukać małżonki dla króla. Królowa matka chciała aby narzeczoną została Niemka, a mianowicie Habsburżanka, jednak postąpiono dokładnie przeciwnie i wybrano Francuzkę, Marię Ludwikę Orleańską. Ich ślub odbył się w 19 listopada 1679.

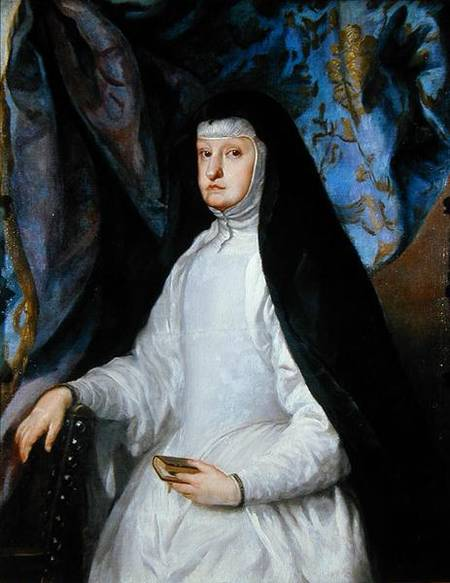
Marianna w podeszłym wieku, namalowana przez Claudio Coello, w latach 1685–1693

Gdy zmarła Maria Ludwika (12 lutego 1689), rozeszła się wieść, że to Olimpia Mancini na zlecenie Marianny ją otruła. Jednak to były absurdalne plotki. Oficjalnie potwierdzono, że Maria Ludwika zmarła z powodu zapalenia wyrostka robaczkowego. Podobno Marianna mocno przeżywała śmierć swojej synowej, gdyż traktowała ją jak swoją córkę. Po śmierci Marii Ludwiki Karol ożenił się ponownie, tym razem z księżniczką niemiecką - Marią Anną Wittelsbach. Nowa synowa zachowywała się od początku wrogo i ostrożnie wobec swojej teściowej, wiedząc, że wpływ dawnej regentki może jej poważnie zagrozić. Toczyła się pomiędzy nimi cicha walka o władzę.

## Jej plany
Marianna wiedząc, że jej syn - Karol nigdy nie będzie miał dziedzica, natychmiast rozpoczęła staranie o sukcesję hiszpańską. Chciała, aby w razie bezpotomnej śmierci tron miałby objąć jej prawnuk Józef Ferdynand Wittelsbach, który niestety zmarł w 1699, w trzy lata po śmierci prababki. Zaś jej synowa - królowa Maria Anna chciała, aby tron po śmierci męża miałby objąć jej bratanek - cesarz Karol VI Habsburg. Prawdopodobnie właśnie z tego powodu obydwie wzajemnie się nienawidziły.

## Śmierć
Całkowicie zgorzkniała Marianna Austriaczka zmarła na raka piersi w 1696 w pałacu księcia Uceda w Madrycie. Jako że zgon królowej zbiegł się z zaćmieniem Księżyca oraz gołąb usiadł przypadkiem na trumnie Marianny, zaczęto mówić o cudach i możliwej kanonizacji zmarłej władczyni.

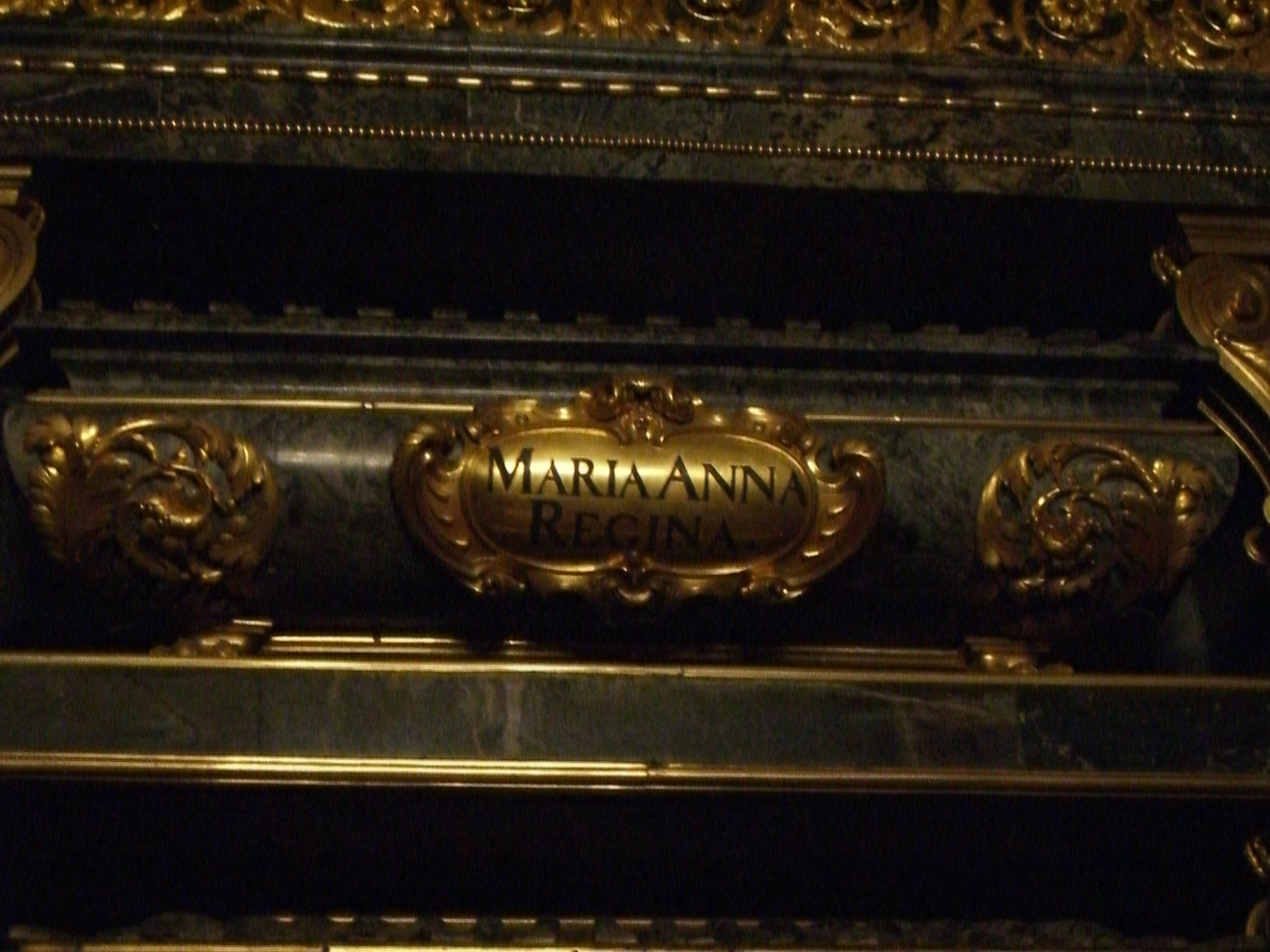
Sarkofag królowej w kaplicy królewskiej w Escorialu

Świadek - baron Baumgarten opisał tak:
W środę, 16 maja o godz. 23:45 w nocy, w chwili, gdy zaćmienie Księżyca stały się bardziej widoczne, królowa zmarła w pałacu księcia Uceda, gdzie zamieszkiwała. O czwartej rano ciało królowej zostało wystawione na pokaz. W następną niedzielę został przeniesiony do Eskurialu ze zwykłą pompą. Wszyscy widzieli, że na trumnie królowej usiadł gołąb. Zakonnica, która służyła w pokoju zmarłej królowej, na wieść o jej śmierci, ze względu na pamięć o niej, zabrała jedną z koszul Jej królewskiej Mości. Ta zakonnica, która była sparaliżowana po wstąpieniu do klasztoru, założyła na siebie tę koszulę i stał się istny cud. Zakonnica została uzdrowiona, a wszelkie oznaki paraliżu zniknęły.
Mniej więcej trzy lata później, jesienią 1699, ambasador austriacki w Madrycie, hrabia Harrach przyjechał do Eskurialu, by towarzyszyć królowi Karolowi II oraz spełniać rozkazy cesarza Leopolda I. Przy okazji poprosił, by otworzył trumnę matki króla. Karol II się zgodził i rozkazał otworzyć trumnę swojej matki. Hrabia natychmiast napisał list do cesarza Leopolda I, opisując wszystko, co widział.
Całe ciało było... bez żadnych skaleczeń... Ciało było w stanie nienaruszonym, jakby Jej Wysokość właśnie umarła; Jej jedwabne ubrania (kostium, płaszcz, tafta) były w tak dobrym stanie, jakby dopiero co zostały założone na jej ciało. Jego Królewska Mość sam namawiał mnie, bym przyjrzał się i dotykał bardzo dokładnie, co mógłbym opisać dokładnie Cesarskiej Mości. Nie czuć wcale odoru gnijącego ciała! Jego królewska mość opowiadał mi, że Jej wysokość królowa matka przed śmiercią zażądała, by nie zabalsamować jej ciała ani nie otwierać jej trumny. Mimo to Jego Królewska Mość Król tak rozkazał. Lekarze i chirurdzy w mojej obecności przecięli koszulę Jej Wysokości do operacji. Nagle twarz Królowej pokryła się czerwienią, a lekarze i chirurdzy padli na kolana, żarliwie się modląc i prosząc Jej Wysokość o przebaczenie, bo zrobili to, co Jego Królewska Mość rozkazał. Twarz Jej Wysokości natychmiast wróciła do poprzedniego stanu!